# Philippe Marmissolle-Daguerre
Philippe Marmissolle-Daguerre, né le 1er janvier 1921 à Saint-Séverin et mort le 18 février 1977 à Acapulco, est un militaire et résistant français, Compagnon de la Libération. Étudiant ralliée à la France libre en 1940, il combat en Afrique du Nord, au Proche-orient, et en Italie avant de participer à la Libération de la France.

## Biographie

### Jeunesse
Philippe Marmissolle-Daguerre naît le 1er janvier 1921 à Saint-Séverin, en Charente.

### Seconde Guerre mondiale
Non mobilisé en 1939, il poursuit ses études jusqu'au printemps 1940. Ayant entendu l'appel du général de Gaulle, il quitte l'université et part pour Bayonne où, le 21 juin, il embarque sur le cargo Léopold II en compagnie de son ami Daniel Cordier. Arrivé en Angleterre trois jours plus tard, il s'engage dans les forces françaises libres et est affecté au 1er bataillon d'artillerie. Promu caporal le 1er juillet 1940, il est envoyé avec son unité en Afrique où il participe à la bataille de Dakar avant de débarquer au Cameroun. Avec la brigade française libre d'Orient dont fait partie le 1er bataillon, il est engagé dans la campagne d'Érythrée où il se distingue lors de la bataille de Keren au printemps 1941. En juin de la même année, il participe à la campagne de Syrie.
En décembre 1941, le 1er bataillon d'artillerie sert de noyau à la création du 1er régiment d'artillerie des forces françaises libres (1er RAFFL), commandé par Jean-Claude Laurent-Champrosay. Toujours intégré à la brigade d'Orient, renommée entretemps 1re brigade française libre, le régiment participe à la guerre du désert en Libye en appuyant notamment les troupes britanniques et le groupe de bombardement Lorraine lors de combat sur le Col d'Halfaya en janvier 1942. De février à juin suivant, Philippe Marmissolle-Daguerre et son unité sont positionnés sur l'oasis de Bir Hakeim et se retrouvent impliqués dans la bataille éponyme. Après une période de repos et de reconstitution, en Égypte, le 1er RAFFL participe à la seconde bataille d'El Alamein en octobre et novembre 1942. Philippe Marmissolle-Daguerre est ensuite engagé dans la campagne de Tunisie de novembre 1942 à mai 1943. Au cours de l'été suivant il apprend la mort de son frère André, tué dans un accident en Libye le 26 juillet 1943,.
Débarqué près de Naples dans le cadre de la campagne d'Italie, Philippe Marmissolle-Daguerre combat lors de la bataille du Garigliano et à Radicofani. En août 1944, il participe au débarquement de Provence et à la libération de Toulon. Suivant l'avancée de la 1re division française libre, il remonte la vallée du Rhône et débute la bataille des Vosges. Le 20 septembre 1944, alors qu'il conduit une Jeep dans les environs de Courchaton, son véhicule saute sur une mine et Philippe Marmissolle-Daguerre est gravement blessé au visage. Évacué, il termine la guerre à l'hôpital et est démobilisé en juin 1945 avec le grade de lieutenant.

### Après-Guerre
Après le conflit, il s'établit au Mexique où il devient gérant d'une distillerie de whisky. Philippe Marmissolle-Daguerre meurt le 18 février 1977 à Acapulco et est inhumé au cimetière français de San Joaquin à Mexico.

## Décorations
|  |  |  |

| Chevalier de la Légion d'honneur | Chevalier de la Légion d'honneur | Chevalier de la Légion d'honneur | Compagnon de la Libération Par décret du 17 novembre 1945 | Compagnon de la Libération Par décret du 17 novembre 1945 | Compagnon de la Libération Par décret du 17 novembre 1945 | Croix de guerre 1939-1945 | Croix de guerre 1939-1945 | Croix de guerre 1939-1945 |

## Hommages
- Philippe-Marmissolle-Daguerre est représenté dans le téléfilm Alias Caracalla, au cœur de la Résistance, adapté de l'autobiographie éponyme Alias Caracalla de son ami Daniel Cordier. Son personnage est joué par le comédien Gauthier Battoue.